# Jing Hao

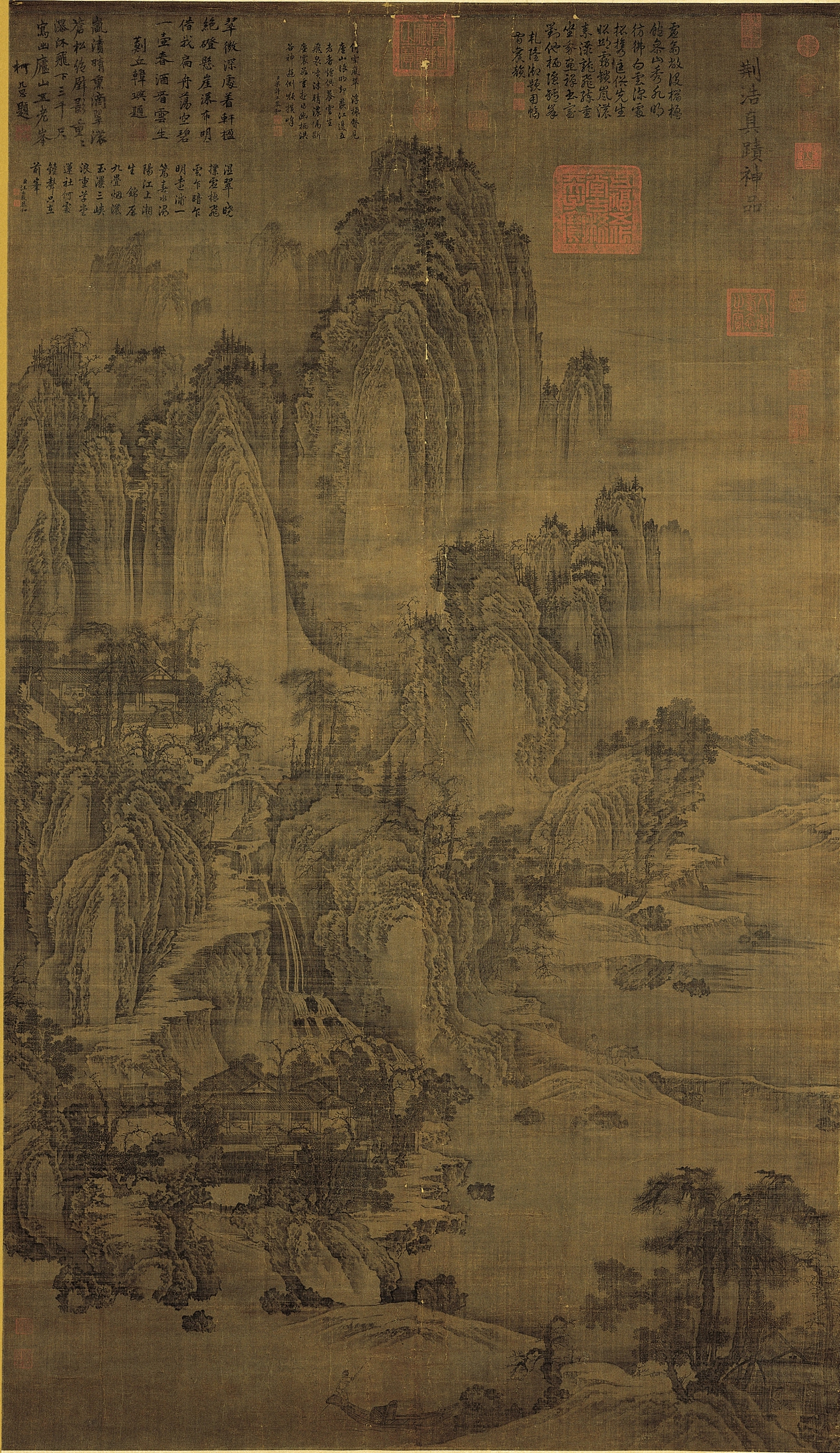
Jing Hao, Góra Kuanglu

Jing Hao (chiń. 荆浩; pinyin Jing Hao; Wade-Giles Ching Hao; ur. ok. 870, zm. ok. 930), znany też pod imionami Haoran (浩然) i Hongguzi (洪谷子) – chiński malarz tworzący w epoce Pięciu Dynastii i Dziesięciu Królestw.
W okresie walk wewnętrznych u schyłku dynastii Tang osiadł w górach Taihang Shan, gdzie wiódł samotnicze życie, poświęcając się malarstwu. Tworzył monumentalne monochromatyczne pejzaże. Pozostawił po sobie traktat Zapiski o sztuce pędzla (Bifaji), w którym przedstawił swoje poglądy na temat sztuki malarskiej. 
Zachowały się tylko dwa jego obrazy: Góra Kuanglu, znajdujący się w zbiorach Narodowego Muzeum Pałacowego w Tajpej, oraz odkryty w latach 30. XX wieku w grobowcu w prowincji Shanxi Podróżni w ośnieżonych górach, obecnie w zbiorach Nelson-Atkins Museum of Art w Kansas City.